# Fiat 124 Sport Spider
Fiat 124 Sport Spider este un automobil sport cu caroserie decapotabilă, comercializat de Fiat între anii 1966–1985. Proiectat și fabricat de caroseria italiană Pininfarina, modelul monococ cu motor amplasat frontal și tracțiune spate a debutat în noiembrie 1966 la Salonul Auto de la Torino, având un design semnat de Tom Tjaarda.
Ulterior, Fiat a comercializat modelul sub denumirea de Spider 2000 (1979–1982). După retragerea sa de către Fiat, Pininfarina a continuat producția modelului sub propriul brand, denumit Pininfarina Spider Azzurra pentru piața nord-americană și Pininfarina Spidereuropa pentru piața europeană, pentru încă trei ani, din august 1982 până în 1985.
În 2015, un succesor al modelului Fiat 124 Spider a fost prezentat la Salonul Auto de la Los Angeles.

## Dezvoltare

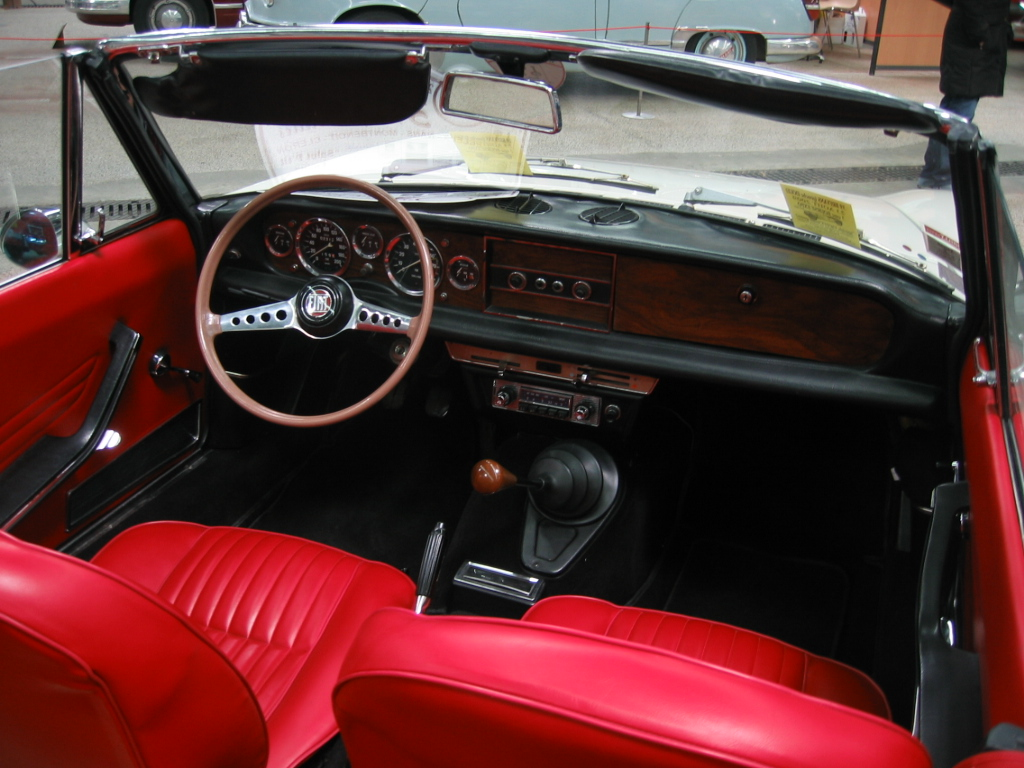
Interior (AS)

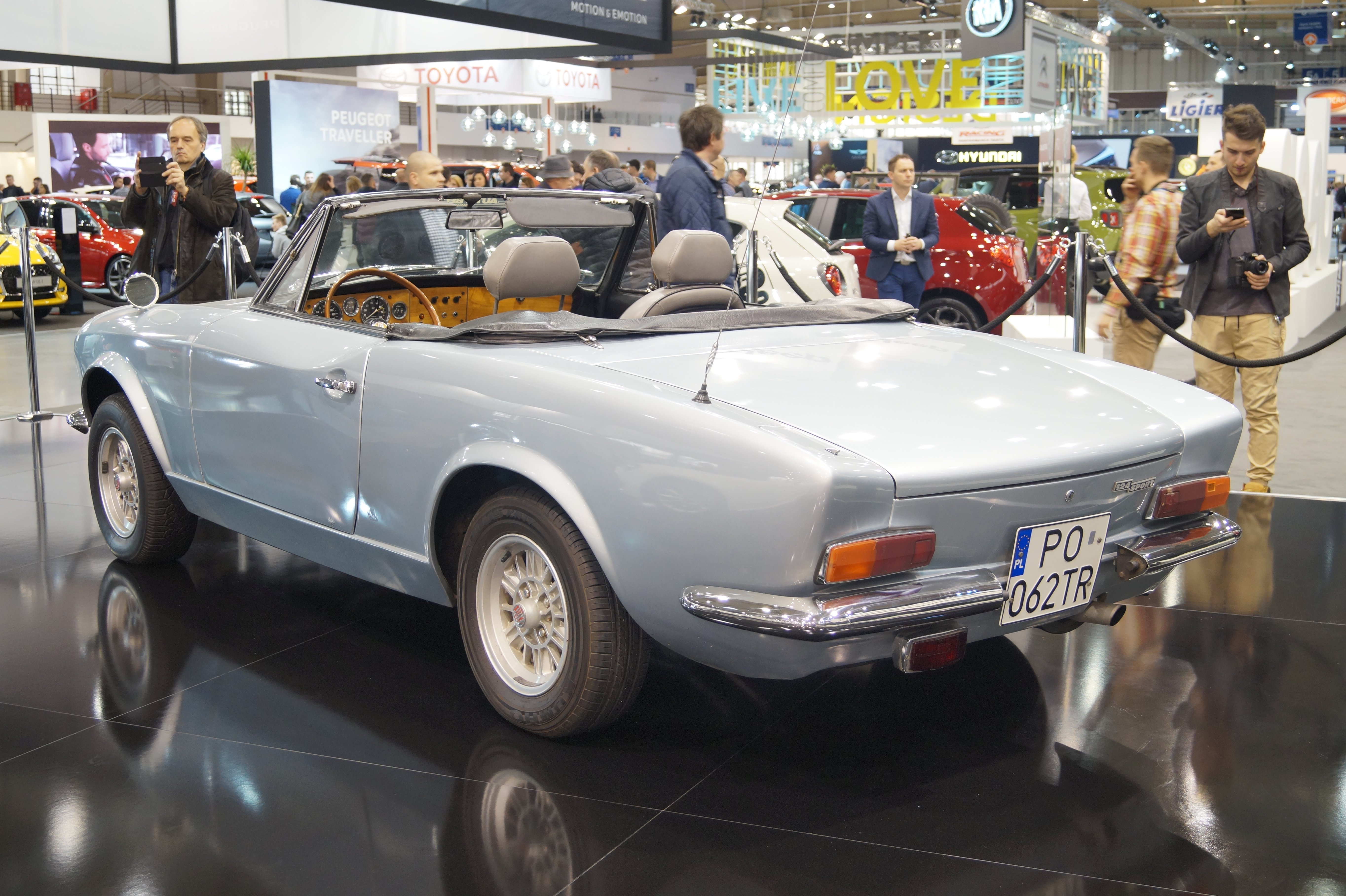
Un Fiat 124 Sport Spider din 1972

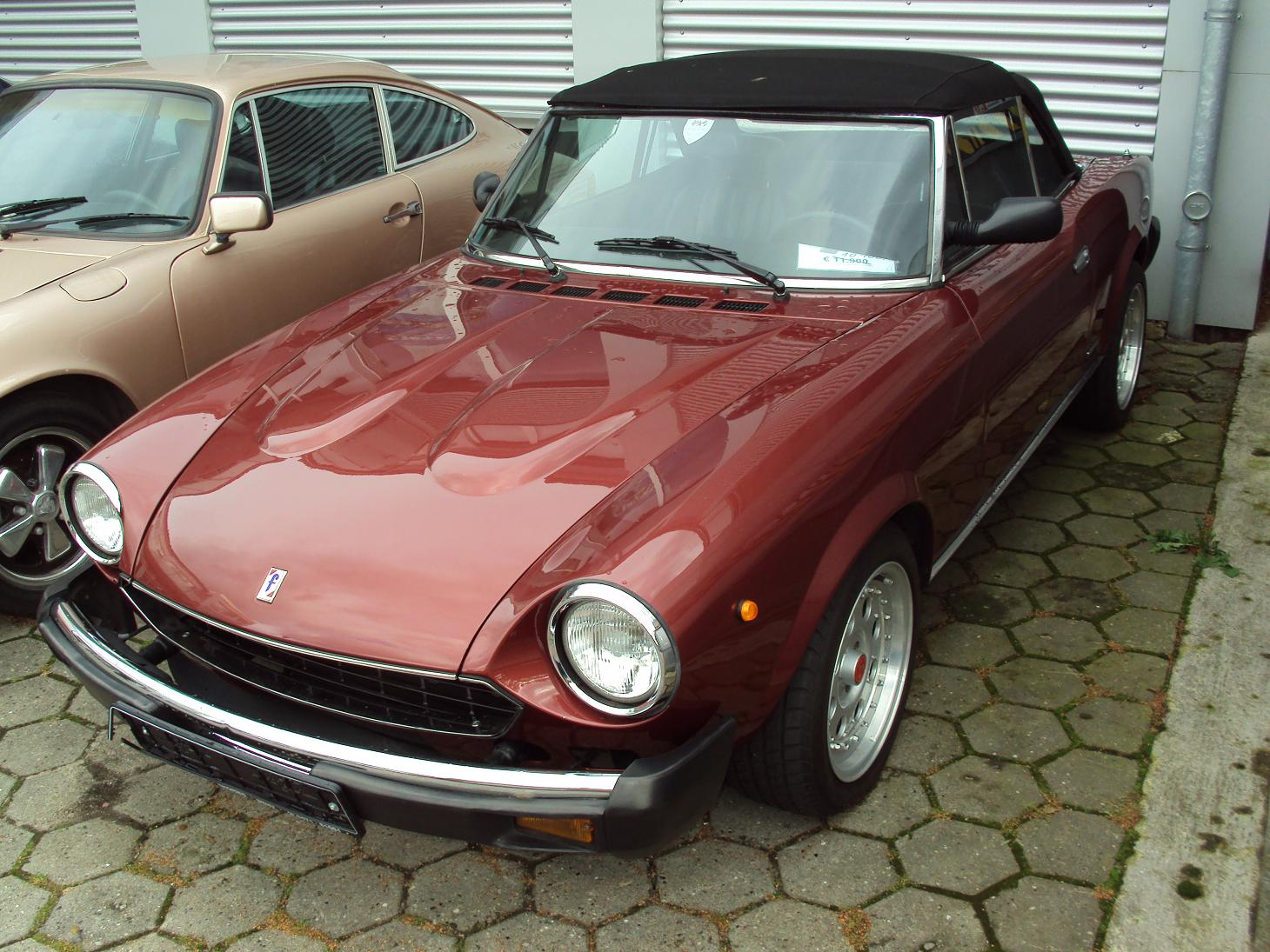
Pininfarina Spidereuropa

Fiat 124 Sport Spider a fost proiectat de Pininfarina și stilizat intern de Tom Tjaarda. Modelele 124 Sport Spider, 124 Sport Coupé și 124 sedan împart o mare parte din componentele mecanice, iar în cazul coupé-ului, și platforma comună. Spider-ul Sport utilizează o platformă mai scurtă, având un ampatament redus, iar spre deosebire de spider-ul stilizat și fabricat de Pininfarina, coupé-ul a fost proiectat și produs intern de Fiat.
Succesiunea seriilor de producție ale modelului 124 a fost desemnată intern ca AS, BS, BS1, CS și CSA. Modelele AS erau echipate cu un tub de torsiune care transmitea puterea către roțile din spate; acest design predispus la fisuri a fost înlocuit cu o punte spate cu brațe de tracțiune începând cu seria a doua (BS) în 1969, produsă în paralel cu seria AS în primele șase luni din 1970. Modelele AS timpurii aveau și stopuri mai mici, în timp ce seria BS a primit o grilă din plasă și ceasuri de bord cu margini negre. În iulie 1970 a apărut modelul BS1 cu motor de 1,6 litri; acesta se remarcă prin cele două umflături de pe capotă și protecțiile de bare. Seria CS Spider a fost lansată în 1972. Tot în 1972, a debutat o versiune sport a modelului Spider, necesară pentru omologarea versiunii de raliu, și a fost comercializată sub denumirea de 124 CSA (C-Spider-Abarth). Vehiculul dezvolta o putere de 128 CP (94 kW). În trei ani, Fiat a produs mai puțin de 1.000 de modele CSA, destinate vânzării către clienți individuali.
Automobilul a fost fabricat de Fiat (cu o caroserie Pininfarina) în Torino până în octombrie 1981, când Pininfarina a preluat producția la uzina sa din San Giorgio Canavese. Numerotarea seriilor a fost resetată, iar a 11-a cifră din seria de șasiu a fost schimbată de la 8 la 5. Producția modelului Fiat Spider 2000 s-a încheiat în iulie 1982, iar după vacanța de vară din Italia, a început producția modelelor cu insigna Pininfarina.

## Specificații

### Motoare
Motorul cu patru cilindri în linie utilizat la modelele roadster și coupé reprezenta o variantă cu dublu arbore cu came în chiulasă, având chiulasa din aluminiu de tip crossflow, derivată din unitatea cu tije și culbutori a modelului sedan. Lansat în 1966, avea inițial o capacitate de 1.438 cm³, crescând progresiv la 1.608 cm³ în 1970 (redusă ulterior la 1.592 cm³ în 1973), 1.756 cm³ în 1974 și, în final, 1.995 cm³ în 1979. Motorul Fiat Twin Cam a fost proiectat de inginerul italian Aurelio Lampredi, fost angajat al Ferrari. Injectarea electronică Bosch a înlocuit carburatoarele Weber la mijlocul anului 1980. În 1981 și 1982, Fiat USA, Inc. a colaborat cu Legend Industries pentru a crea aproximativ 700 de modele turbo destinate pieței din SUA. Spre sfârșitul perioadei de producție, a fost disponibil un model supraalimentat, denumit „Volumex”, disponibil exclusiv pe piața europeană, la un preț cu 35% mai mare decât modelul standard cu injecție. Această familie de motoare a rămas în producție până în anii 1990, având unul dintre cele mai lungi cicluri de producție din istoria industriei auto. Versiunea cu dublu arbore cu came (DOHC) a fost primul motor DOHC produs în masă care utiliza curele de distribuție din cauciuc ranforsat, o inovație adoptată pe scară largă în deceniile următoare. Derivatele acestui motor au propulsat vehicule de curse precum Fiat 131 Mirafiori, 124 Special T, Lancia Beta Montecarlo, Delta Integrale și multe altele.
| Ani     | Model        | Motor        | Capacitate | Alezaj x cursă mm | Rap. compresie | Putere la turația motorului         |
| ------- | ------------ | ------------ | ---------- | ----------------- | -------------- | ----------------------------------- |
| 1967–73 |              | 124 AC 040   | 1.438 cm³  | 80 x 71,5 mm      | 8,9:1          | 90 PS (66 kW; 89 CP) la 6.000 rpm   |
| 1973–77 |              | 132 AC 000   | 1.592 cm³  | 80 x 79,2 mm      | 9,8:1          | 108 PS (79 kW; 107 CP) la 6.000 rpm |
| 1973–75 | Abarth Rally | 132 AC 4.000 | 1.756 cm³  | 84 x 79,2 mm      | 9,8:1          | 128 PS (94 kW; 126 CP) la 6.200 rpm |
| 1970–73 |              | 125 BC 000   | 1.608 cm³  | 80 x 80 mm        | 9,8:1          | 110 PS (81 kW; 108 CP) la 6.400 rpm |
| 1973–77 |              | 132 AC1 000  | 1.756 cm³  | 84 x 79,2 mm      | 9,8:1          | 118 PS (87 kW; 116 CP) la 6.000 rpm |
| 1974–78 |              | 132 A1 040   | 1.756 cm³  | 84 x 79,2 mm      | 8,9:1          | 118 PS (87 kW; 116 CP) la 5.800 rpm |
| 1974–78 |              | 131 A1 040   | 1.756 cm³  | 84 x 79,2 mm      | 8,1:1          | 87 PS (64 kW; 86 CP) la 6.200 rpm   |
| 1979–81 |              | 132 C2 040   | 1.995 cm³  | 84 x 90 mm        | 8,1:1          | 83 PS (61 kW; 82 CP) la 5.800 rpm   |
| 1979–85 |              | 132 C3 031   | 1.995 cm³  | 84 x 90 mm        | 8,2:1          | 102 PS (75 kW; 101 CP) la 5.500 rpm |
| 1979–85 | Spidereuropa | 132 C3 031   | 1.995 cm³  | 84 x 90 mm        | 8,2:1          | 105 PS (77 kW; 104 CP) la 5.500 rpm |
| 1984–85 | Volumex      | 132 V3 031   | 1.995 cm³  | 84 x 90 mm        | 7,5:1          | 135 PS (99 kW; 133 CP) la 6.000 rpm |

### Suspensie
Sistemul de suspensie este unul convențional, având brațe inegale suprapuse și amortizoare cu arc elicoidal la puntea față, iar la puntea spate un ax rigid cu arcuri elicoidale, poziționată printr-o legătură transversală (bară Panhard) și două perechi de brațe longitudinale, care preiau forțele de frânare și accelerație și controlează torsiunea axului.

## Modele

### Modelul pentru America de Nord

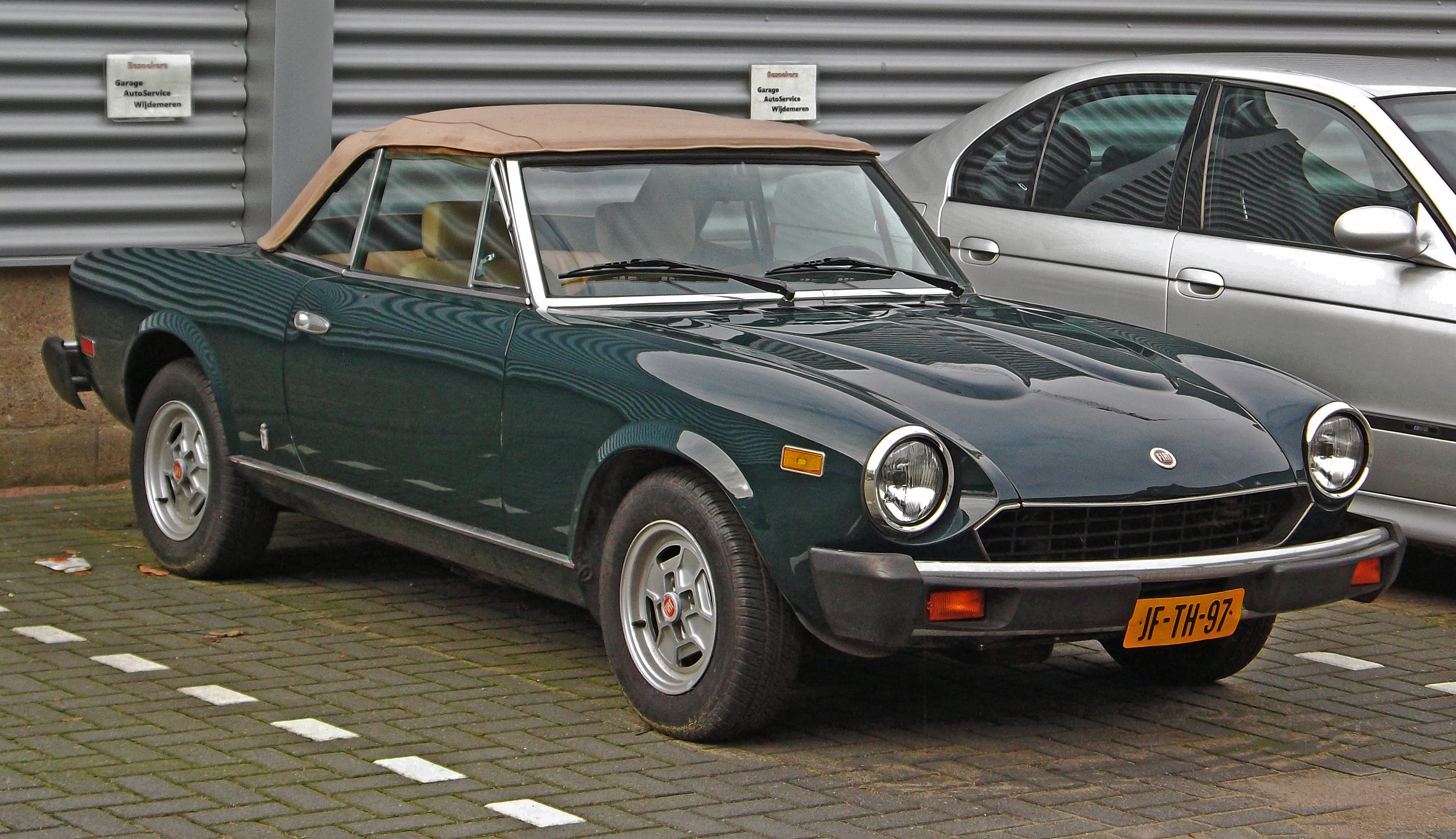
1981 Fiat 124 Spider 2000 (SUA)

Modelele coupé și Spider au fost comercializate în Canada și Statele Unite începând din 1968. În 1969, Spider-ul era echipat cu frâne pe disc pe toate roțile, motoare cu dublu arbore cu came, ștergătoare de parbriz intermitente, comenzi pentru iluminare montate pe coloana de direcție, anvelope radiale și o cutie de viteze manuală cu cinci trepte. O cutie de viteze automată cu trei trepte, furnizată de General Motors, a fost disponibilă opțional între 1979 și 1985 pentru piețele din America de Nord și Japonia. Acoperișul decapotabil al Spider-ului era cunoscut pentru simplitatea utilizării, permițând șoferului să ridice sau să coboare rapid plafonul din poziția șezând.
Când motorul a fost mărit la o capacitate de 2,0 L, modelul a fost redenumit Fiat 2000 Spider. Pentru anul model 1980, o versiune cu convertor catalitic și injecție de combustibil Bosch L-Jetronic a fost introdusă pentru California și oferită opțional în celelalte 49 de state. În 1981, acest motor, cu o putere de 102 CP (76 kW), a devenit echiparea standard în America de Nord.
Ulterior, Fiat a încetat comercializarea modelului Spider și a modelului X1/9, delegând această responsabilitate către carosieri. În Europa, modelul Ritmo Cabrio a fost comercializat de Bertone în locul Fiat. În SUA, Fiat a transferat activitățile de marketing și suport pentru modelele Spider și X1/9 către International Automobile Importers, Inc., condusă de Malcolm Bricklin.

### Fiat Abarth 124 Rally
Fiat Abarth 124 Rally este o versiune omologată a modelului 124 Sport Spider, cunoscută și sub denumirea de „124 Abarth Stradale”, lansată în noiembrie 1972.
A obținut omologarea din partea Federația Internațională de Automobilism pentru clasa de competiții mașini sport de mare turism (Grupa 4), înlocuind modelele de raliu Fiat Sport Spider echipate cu motoare de 1,6 litri, care concurau la acea vreme. Până atunci, modelul 124 câștigase deja Campionatul European de Raliuri din 1972, cu echipa formată din Raffaele Pinto și Gino Macaluso.
Modelul 124 Rally a fost integrat în gama Sport Spider, care includea modelele 1600 și 1800; primele 500 de unități produse au fost destinate exclusiv pieței interne italiene.
Principalele modificări față de modelul standard Spider includ suspensie independentă la puntea spate, îmbunătățiri ale motorului, panouri ale caroseriei realizate din materiale mai ușoare și un hardtop rigid.
În locul axei spate rigide obișnuite, suspensia independentă utilizează brațe inferioare, brațe de torsiune originale, o punte superioară McPherson și o bară stabilizatoare. La puntea față, s-a adăugat un braț longitudinal pe fiecare parte, completând sistemul standard de brațe duble.
Motorul de 1,8 litri, cu arbore cu came în cap (DOHC), tip 132 AC 4.000, reglat de Abarth, a fost îmbunătățit de la 118 la 128 PS DIN (94 kW; 126 CP), prin înlocuirea carburatorului dublu cu clapetă standard cu un carburator Weber 44 IDF dublu vertical, și prin montarea unui sistem de evacuare Abarth cu țeavă finală dublă. Raportul de compresie de 9,8:1 a rămas neschimbat.
Transmisia este o cutie de viteze manuală cu cinci trepte, complet sincronizată, disponibilă opțional pe celelalte modele Sport Spider, iar sistemul de frânare este echipat cu discuri pe toate cele patru roți.
În ciuda montării unei bare de protecție cu patru puncte, cu o greutate de 20 kg, greutatea totală a mașinii este de 938 kg, cu aproximativ 25 kg mai ușoară decât modelul standard Sport Spider cu motor de 1,8 litri.
Capota motorului, capota portbagajului și hardtop-ul fix sunt realizate din fibră de sticlă, vopsite în negru mat; geamul din spate este din plexiglas, iar ușile sunt din aluminiu. Bara de protecție față și spate a fost eliminată și înlocuită cu bumperettes din cauciuc. A fost montată o singură oglindă retrovizoare, finisată în negru mat.
Extensiile arcurilor de roată, finisate în negru mat adăpostesc anvelope Pirelli CN 36 185/70 VR 13 montate pe jante aliaj cu patru spițe 5.5 J × 13".
La interior, consola centrală, scaunele din spate suplimentare și capacul torpedoului au fost eliminate; noile caracteristici includ o garnitură de bord din aluminiu anodizat, un volan mic cu trei spițe, îmbrăcat în piele, marca Abarth, și scaunele tip Recaro din cordura și piele, disponibile opțional la un cost suplimentar.
Mașina poartă insignele Fiat pe față și spate, emblemele Abarth și inscripțiile „Fiat Abarth” pe aripile față, precum și capacele centrului roților cu sigla Abarth.
Au fost disponibile doar trei culori pentru caroserie: roșu Corsa, alb și albastru deschis.

## Raliuri

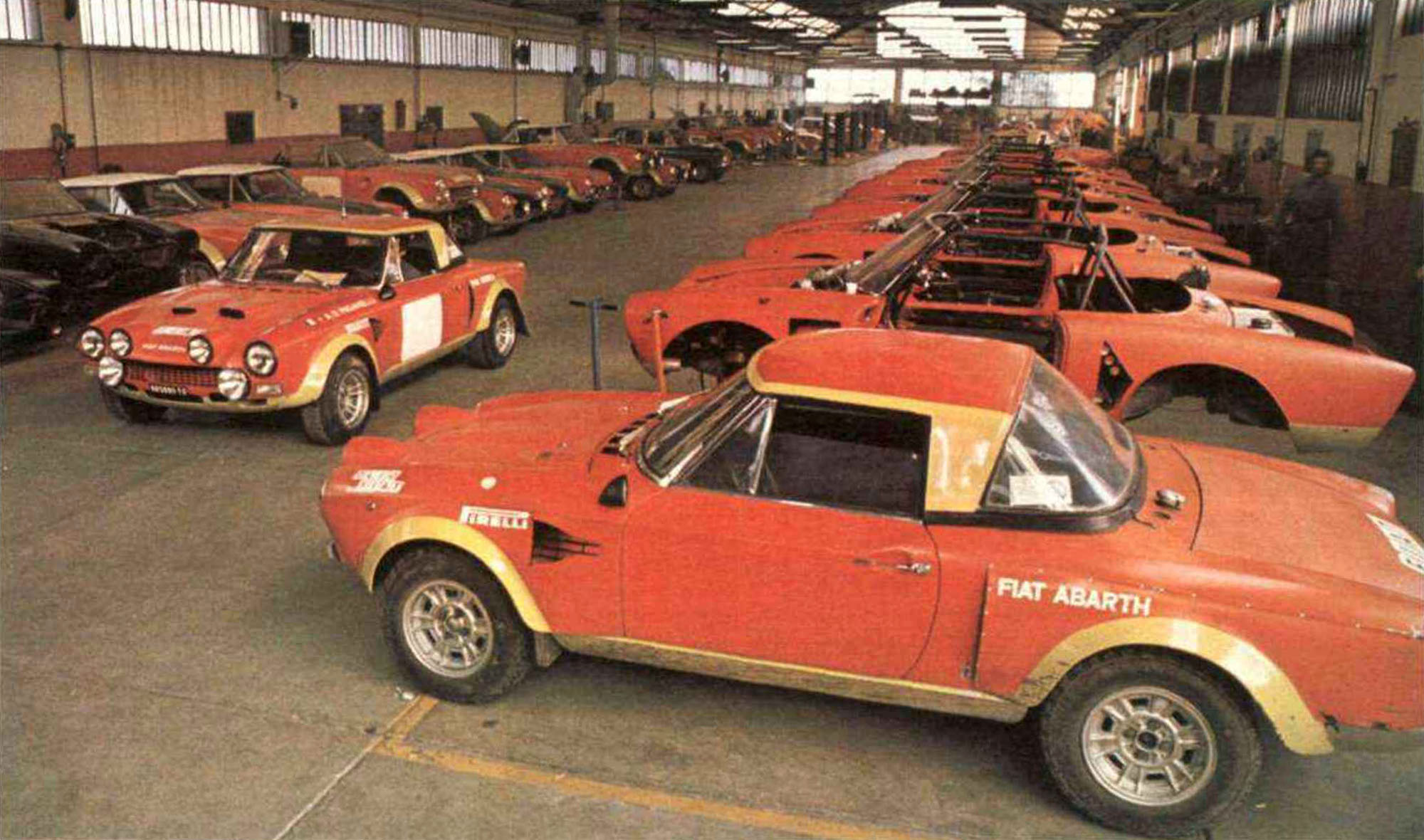
Fiat Abarth 124 Rallyes în fabrica Abarth din Torino, c. 1975

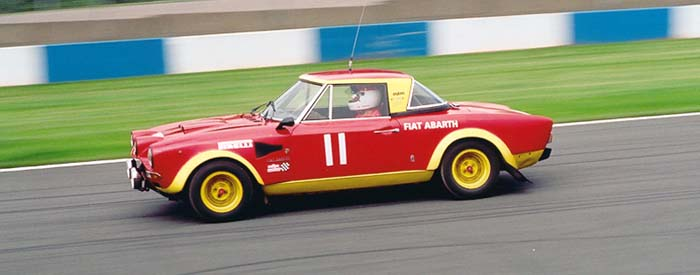
Fiat 124 Abarth pe circuitul de la Silverstone, 2003

În 1971, Fiat 124 Spider a fost pregătit pentru Campionatul Internațional pentru Producători când Abarth s-a implicat în producția și dezvoltarea sa. Designerul Abarth, Ing. Colucci, a fost responsabil de adaptarea 124 Spider pentru competițiile din Grupul 4 de raliuri. În această perioadă, Spider-ul Abarth a avut un succes relativ, cu victorii la Raliul Hessen din 1972, Raliul Acropolis, Raliul Poloniei din 1973, locul 19 la Raliul RAC din 1973 și locul șapte în fața majorității Alpine Renault-urilor la Raliul Monte Carlo din 1973. Spider-ul a continuat să obțină rezultate notabile, cu locurile întâi, doi și trei la Raliul portughez TAP din 1974, locul șase la Raliul 1000 Lacuri din 1974, locul patru la Raliul Monte Carlo din 1975, iar Markku Alén a condus Spider-ul pe locul trei.

## Producție
Spider-ul a fost comercializat începând din 1966 pe piețele europene și americane, dar din 1975 până în 1981 a fost produs exclusiv pentru piața americană. În 1981, modelul a fost reintrodus în Europa, până la sfârșitul producției în 1985. Aproape 200.000 de unități din Spider au fost fabricate, 75% dintre acestea pentru piața americană. Cele nouă modele ale Spider-ului sunt AS, BS, BS1, CS, CSA (Abarth), CS1, CS2, CS0 și DS.
| An     | Model | Număr șasiu de început | Capacitate motor | Tip motor              | Alimentare cu combustibil | Aspiratie                |
| ------ | ----- | ---------------------- | ---------------- | ---------------------- | ------------------------- | ------------------------ |
| 1966   | AS    | 000001                 | 1438             | 124 AC.040             | Carburator                | Natural                  |
| 1967   | AS    |                        | 1438             | 124 AC.040             | Carburator                | Natural                  |
| 1968   | AS    | 0005619                | 1438             | 124 AC.040             | Carburator                | Natural                  |
| 1969   | AS    | 0010554                | 1438             | 124 AC.040             | Carburator                | Natural                  |
| 1970   | BS    | 0021861                | 1438             | 124 AC.040             | Carburator                | Natural                  |
| 1971   | BS    | 22589                  | 1438             | 124 AC.040             | Carburator                | Natural                  |
| 1971   | BS1   | 33950                  | 1608             | 125BC.040              | Carburator                | Natural                  |
| 1972   | BS1   | 47032                  | 1608             | 125BC.040              | Carburator                | Natural                  |
| 1973   | CS    | 59592                  | 1608             | 125BC.040              | Carburator                | Natural                  |
| 1973   | CS1   | 63308                  | 1592             | 132 AC.040.3           | Carburator                | Natural                  |
| 1974   | CS1   | 71650                  | 1756             | 132 A1.040.4           | Carburator                | Natural                  |
| 1975   | CS    | 88792                  | 1756             | 132 A1.040.5           | Carburator                | Natural                  |
| 1975   | CS    | 88792                  | 1756             | 132 A1.031.5 Piața SUA | Carburator                | Natural                  |
| 1976   | CS1   | 99909                  | 1756             | 132 A1.040.5           | Carburator                | Natural                  |
| 1976   | CS1   | 99909                  | 1756             | 132 A1.031.5 Piața SUA | Carburator                | Natural                  |
| 1977   | CS    | 113343                 | 1756             | 132 A1.040.5           | Carburator                | Natural                  |
| 1977   | CS    | 113343                 | 1756             | 132 A1.031.5 Piața SUA | Carburator                | Natural                  |
| 1978   | CS    | 126001                 | 1756             | 132 A1.040.5           | Carburator                | Natural                  |
| 1978   | CS    | 126001                 | 1756             | 132 A1.031.5 Piața SUA | Carburator                | Natural                  |
| 1979   | CS2   | 142514                 | 1995             | 132 CS2.040            | Carburator                | Natural                  |
| 1979   | CS2   | 142514                 | 1995             | 132 CS2.031 Piața SUA  | Carburator                | Natural                  |
| 1980   | CS0   | 00171001               | 1995             | 132 C3.031             | Injectie carburant        | Natural                  |
| 1980   | CS0   | 1938507                | 1995             | 132 C3.031             | Carburator                | Natural                  |
| 1980   | CS2   | 0157654                | 1995             | 132 C3.040             | Carburator                | Natural                  |
| 1981   | CS0   | 171001                 | 1995             | 132 C3.031             | Injectie carburant        | Natural                  |
| 1981   | CS2   | 164089                 | 1995             | 132 C3.040             | Injectie carburant        | Opțiune turbo            |
| 1982   | CS2   | 1938507                | 1995             | 132 C3.040             | Injectie carburant        | Opțiune turbo            |
| 6/1982 | DS0   | 1967897                | 1995             | 132 C3.040             | Injectie carburant        | Natural                  |
| 1983   | DS0   | 5500001                | 1995             | 132 C3.040             | Injectie carburant        | Natural                  |
| 1984   | DS0   | 5503666                | 1995             | 132 C3.040             | Injectie carburant        | Natural                  |
| 1985   | DS0   | 5506060                | 1995             | 132 C3.040             | Carburator                | Supraalimentat (Volumex) |

| An                | 1970   | 1971   | 1972   | 1973   | 1974   | 1975   | 1976   | 1977   | 1978   | 1979   | 1980   | 1981  | 1982  | 1983  | 1984  | 1985  | 1970–85 |
| Unități fabricate | 14.288 | 13.412 | 12.362 | 12.738 | 15.754 | 14.143 | 11.862 | 14.012 | 16.105 | 18.943 | 14.435 | 4.747 | 3.456 | 2.480 | 2.577 | 1.504 | 172.818 |

## Modelul din 2016

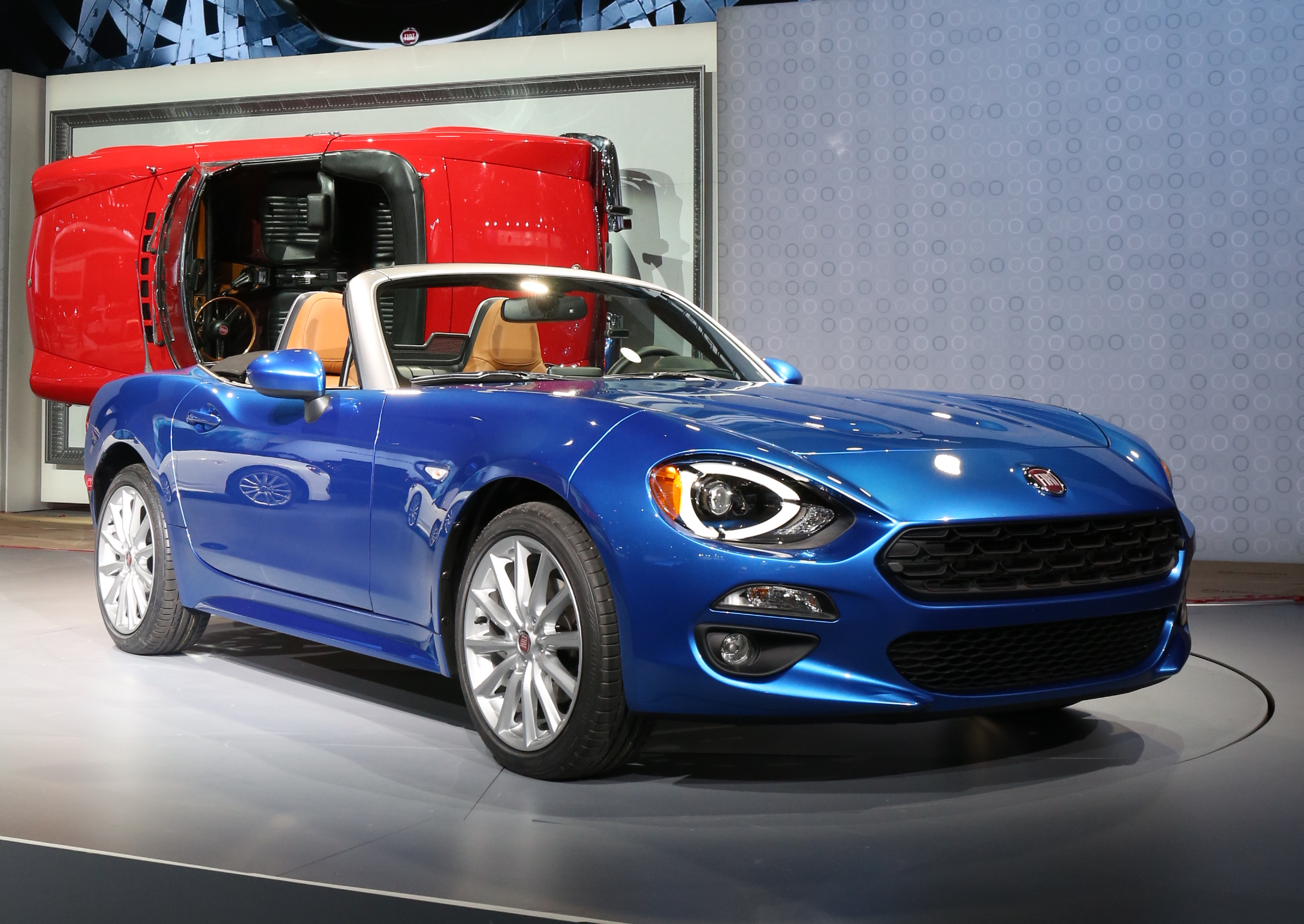
Fiat 124 Spider din 2016

Numele 124 a fost reintrodus în 2016 printr-un parteneriat între Fiat și Mazda, utilizând platforma noului Mazda MX-5. După ce s-a luat în considerare posibilitatea de a comercializa modelul sub marca Alfa Romeo Spider, automobilul a fost lansat pe piață sub marca Fiat. A fost prezentat pentru prima dată la Salonul Auto de la Los Angeles în noiembrie 2015 și a devenit disponibil la sfârșitul anului 2016. Motorul utilizat este un turboalimentat de 1,4 litri MultiAir, dezvoltat de Fiat, cu o putere de 160 CP (119 kW).